# 갈파래속
갈파래속(Ulva)은 갈파래목 갈파래과에 속하는 녹조류 속의 하나이다. 강어귀의 민물이 섞이는 곳에서 무리를 지어 자라난다. 종류에 따라 생육 시기가 다르지만, 보통 늦가을부터 초여름까지 많이 생기며, 양식용 김발에도 잘 착생한다. 파래는 식용 외에 풀의 원료로도 쓰인다. 이 밖에 조류에는 녹미채·미역·다시마 등이 있다.

## 하위 종
갈파래속에는 다음 종을 포함하고 있다.
- 구멍갈파래 (U. australis) - 이명 U. pertusa
- 납작파래 (U. compressa)
- 띠갈파래 (U. fasciata)
- 창자파래 (U. intestinalis)
- 참갈파래 또는 갈파래 (U. lactuca)
- 잎파래 (U. linza)
- 가시파래 (U. prolifera)
- 그물갈파래 (U. reticulata)
- 리기다갈파래 (U. rigida)
- 댕기갈파래 (U. taeniata)

## 같이 보기
- 바닷말
- 파래김